# Lyric Theatre (New York)
Pour le théâtre de Londres, voir Lyric Theatre.
Le Lyric Theatre (précédemment connu sous le nom de Foxwoods Theatre, the Hilton Theatre et de Ford Center for the Performing Arts) est un des théâtres de Broadway situé au 214 West 43rd Street à Manhattan, New York. En 2018, il accueille la représentation de Harry Potter et l'Enfant maudit sur Broadway qui bat des records au box-office.

## Histoire
L'intérieur du théâtre actuel a été reconstruit en 1996-97 sur le site des anciens théâtres Apollo Theatre et Lyric Theatre (en).
Le Lyric est construit en 1903 et accueille des pièces de Shakespeare ainsi que quelques nouveaux spectacles comme Cole Porter ou et Fifty Million Frenchmen, jusqu'à ce qu'il soit transformé en salle de cinéma en 1934, L'Apollo, construit en 1920 par le  frères Selwyn, était conçu par Eugene De Rosa, et proposait des comédies musicales de Gershwin comme Strike Up the Band et George White Scandales, entre autres. Il devient un cinéma au début des années 1930. Un bref retour au théâtre à la fin des années 1970 est un échec commercial et le lieu finit en boîte de nuit.
Au début des années 1990, négligé et en très mauvais état, les deux théâtres sont condamnés. Ils font partie des théâtres de la 42e rue qui ont été repris par la ville et l'état de New York en 1990, et deviennent propriété de l'ASBL : New 42 (en), en 1992. En 1996, les salles sont louées par Livent et démolies. Toutefois, certains grands éléments architecturaux et les structures étant protégés par le statut du monument, ils ont été soigneusement retirés des bâtiments, entreposés et intégrés au nouveau théâtre. Aujourd'hui, les spectateurs sont assis sous le dôme de l'ancien Lyric, voient la scène de l'Apollo, et passent à travers les ornements des façades du Lyric sur 43e et la 42e Rue. Au-dessus de l'entrée de la 43e Rue, au deuxième étage, on voit les bustes de W. S. Gilbert, Arthur Sullivan et Reginald De Koven ; le Lyric theatre était à l'origine destiné à présenter les œuvres de Reginald De Koven.
Il est inauguré sous le nom de Ford Center for the Performing Arts le 26 janvier 1998, avec une version musicale de Ragtime de E. L. Doctorow. En 2005, le lieu est entièrement rénové et rebaptisé en Hilton pour la première américaine de Chitty Chitty Bang Bang.
Après la clôture de Young Frankenstein le 4 janvier 2009, le théâtre reste vacant tout au long de 2009. La production de la nouvelle comédie musicale Spider-Man: Turn Off the Dark est prévu pour ouvrir en décembre 2010, mais des problèmes dans le financement (estimé à 65 millions de dollars), et des questions techniques entrainent le report de la première,. Après l'obtention d'un financement, Spider-Man débute le 14 juin 2011, après sept mois de répétitions.
Le théâtre est rebaptisé Foxwoods Theatre en août 2010, en vertu d'un accord avec le Foxwoods Resort Casino et Live Nation.
Le 20 mai 2013, il est annoncé que le groupe britannique Ambassador Theatre Group a acquis un bail de location au Foxwoods Theatre pour environ 60 millions de dollars. L'organisation à but non lucratif New 42 en reste propriétaire. En mars 2014, le théâtre a été renommé le Lyric Theatre par ATG.

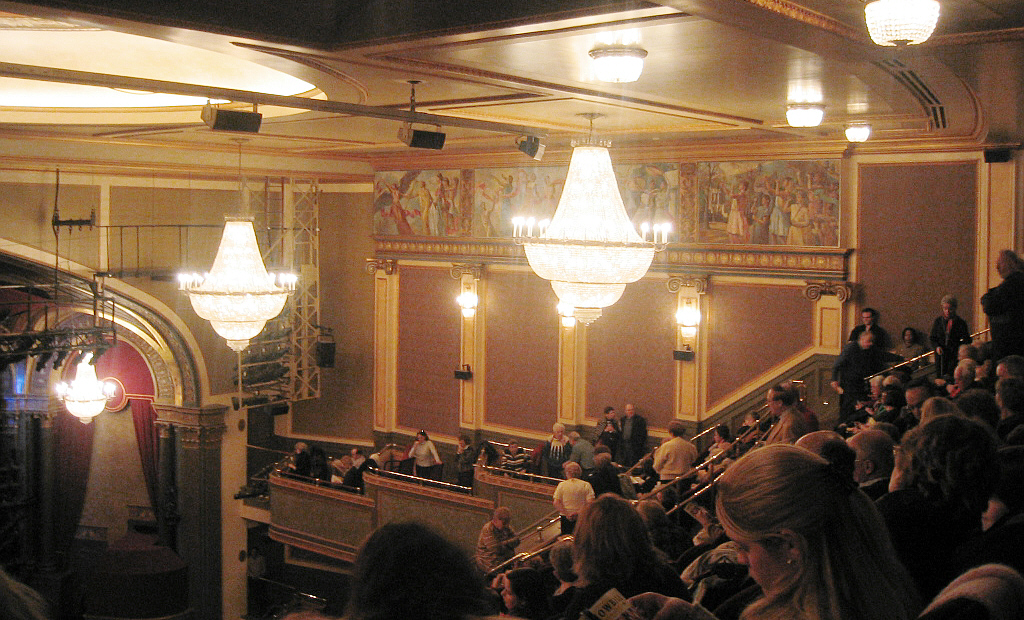
Auditorium

## Productions
- 1998: Ragtime[15]
- 2000: Jésus-Christ Superstar[16]
- 2001: 42nd Street,[17]
- 2005: Chitty Chitty Bang Bang du 28 avril 2005 au 31 décembre 2005
- 2006:  Hot Feet[18] ;
- 2006-2007 : Dr. Seuss' How the Grinch Stole Christmas! [19] du 8 novembre 2006 au 7 janvier 2007
- 2007: The Pirate Queen[20] ; Young Frankenstein[21]
- 2010: Spider-Man: Turn Off the Dark[22]
- 2014: On the Town
- 2016: Paramour[23]
- 2018: Harry Potter et l'Enfant Maudit[24]

## Records du Box-office
Spider-Man: Turn Off the Dark atteint les records du box-office pour le Foxwoods Theatre (et le record sur  semaie de n'importe quel spectacle sur Broadway de son histoire, à l'époque). La production majoré $2,941,790.20 en neuf représentations à 100.02% de capacité pour la semaine terminant première en janvier 2012.
Sur sa troisième semaine d'avant-premières, Harry Potter et l'Enfant maudit a établi un nouveau record au box-office  de Broadway pour une semaine signalé par une pièce de l'histoire de Broadway. La production a engrangé $2,138,859 pour huit spectacles sur la semaine se terminant le 8 avril 2018.